# 后燕灭西燕之战
後燕滅西燕之戰是一場發生於中國十六國時代的戰役，戰事始於393年後燕主動進攻西燕，至394年以都城長子失陷，西燕亡國告終。

## 背景
西燕及後燕的統治者皆為慕容鮮卑，皆因著前秦淝水之戰戰敗而叛秦建國，不過後燕是在慕容垂領導下於河北前燕故土起兵，而西燕則是關中一帶的慕容氏子弟起兵。386年，慕容垂稱帝，是為後燕成武帝，其時西燕已攻下長安，惟首領慕容沖畏懼慕容垂而不敢東歸，又樂於長居長安，於是與東歸意切的鮮卑部眾相左，最終慕容沖被殺，一連串政變後立了慕容泓之子慕容忠為西燕皇帝，又離開長安東歸。可是，西燕部眾到聞喜時知慕容垂已稱帝，同樣已建帝號的西燕不敢前進，修築了燕熙城居住。同年慕容忠被殺，慕容永獲推舉為河東王，並向後燕稱藩。但不久慕容永遷都長子，即位為帝。一年多後更誅殺慕容儁及慕容垂在西燕的子孫。
拓跋珪建立的北魏原本與後燕關係密切，一同對付劉顯勢力，又助北魏解決內亂。不過391年後燕為求馬匹強留拓跋觚後，兩國就關係破裂，北魏轉而向西燕結交。
慕容垂其實亦有吞併西燕的意圖，不過其時正受丁零人建立的翟魏困擾而無暇西顧，直至392年擊潰翟魏最後一任首領翟釗，令其投奔西燕後，才準備伐燕。慕容垂議論伐燕時，諸將以慕容永未有挑釁，且後燕經連年征討，士兵疲累，皆表示反對。不過慕容德就說：「慕容永既身為燕國子裔，卻僭居帝位，迷惑人民視聽，應該先除去他，以統一民心。士卒雖然疲累，豈能因而作罷！」慕容垂十分認同慕容德所言，於是下令戒嚴，決意進攻。

## 經過

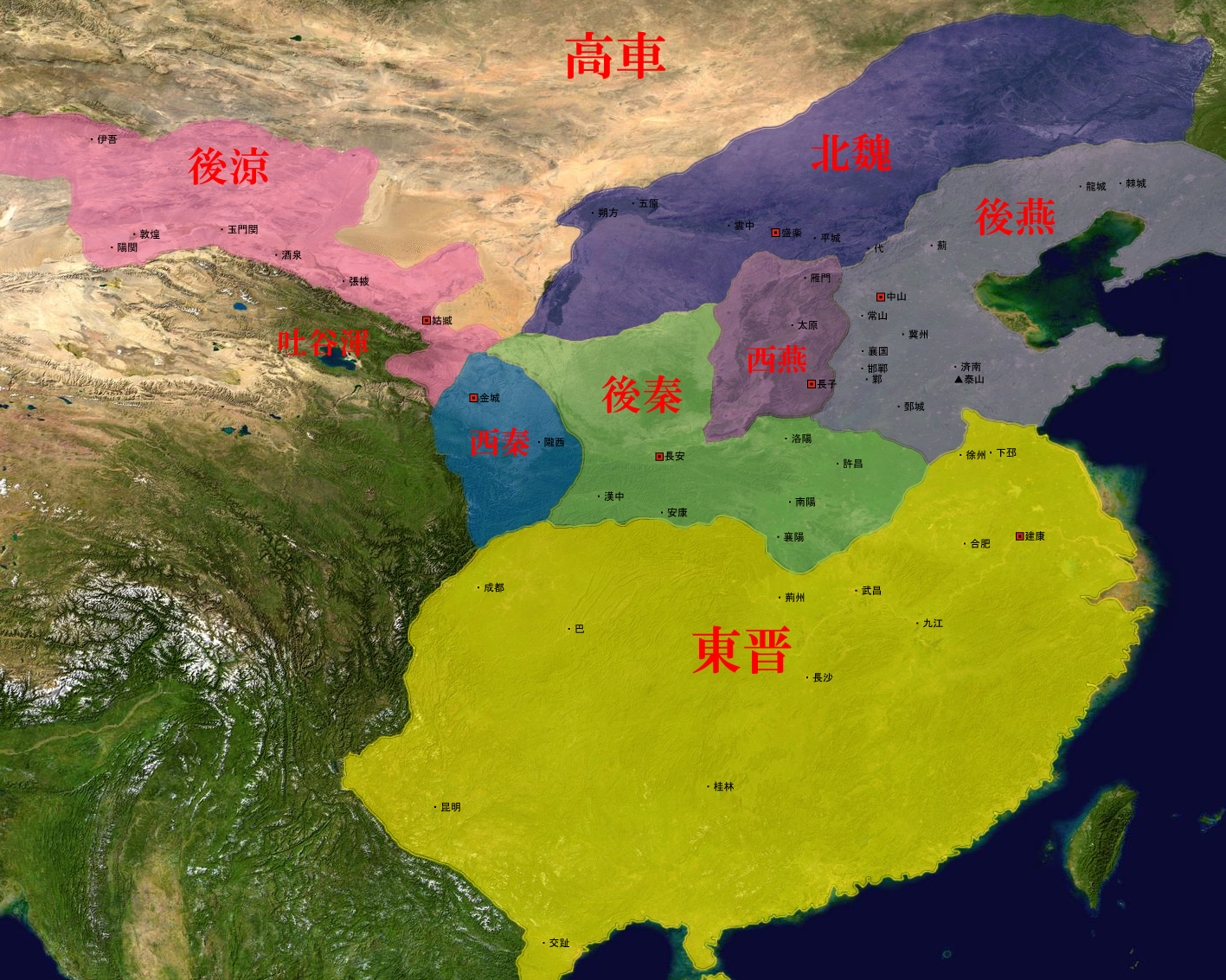
戰前形勢

393年十一月，慕容垂從中山（今河北定州市）出兵七萬，派慕容瓚及張崇率軍經井陘進攻西燕的晉陽（今山西太原），征東將軍平規進攻在鄴城（今河北臨漳西南）西南沙亭的西燕鎮東將軍段平。慕容永於是派尚書令刁雲及車騎將軍慕容鍾率五萬兵守潞川。慕容垂於同年十二月到達鄴城，並在次年二月於鄴出司、冀、兗三州兵，命慕容楷攻滏口（今河北磁縣西北），慕容農攻壺關（今山西長治市壺關縣），自己則攻沙亭，分兵三路進攻。慕容永聞訊即分派重兵於後燕各軍要進攻的位置防禦。
同時，慕容永聚糧於漳河北的臺壁（今山西潞城北），共派小逸豆歸、王次多及勒馬駒率萬多人戍守。不過個多月後慕容垂仍然駐紥在鄴城西南，未有前進，慕容永懷疑慕容垂有詐，猜度他其實是想找機會取道寬闊的太行山道口，於是集結諸軍集中守軹關，阻塞太行道口，只留下臺壁一軍防守。慕容垂則於五月進攻臺壁，擊敗戍守將領並圍城，刁雲及慕容鍾聞訊就因恐懼而投降後燕。慕容永自率五萬精兵阻河拒守，並與在臺壁南集結的慕容垂作戰，慕容垂佯敗退兵，慕容永追擊遇後燕埋伏，終大敗給後燕，唯有逃奔長子。晉陽守將知臺壁戰敗後亦棄城逃走，慕容瓚遂入據晉陽。
慕容垂於六月乘勝進圍長子，時慕容永一度打算出奔後秦，但侍中蘭英以昔日前燕慕容皝堅守龍城（今遼寧朝陽市）抵抗後趙軍隊的往事勸諫，慕容永於是決定死守。至八月，慕容永軍情危急，於是向東晉雍州刺史郗恢求救，另也派人向北魏求救。雖然兩國都決定派兵前往，但尚未等到援兵，西燕太尉大逸豆歸部將伐勤等人就開城門迎後燕軍入城，慕容永逃至北門還是被捕被殺，刁雲、大逸豆歸等三十多個將領大臣都被處死，西燕亡。

## 影響
後燕於此戰滅西燕，統一了由其宗族慕容氏建立的國家，亦接收西燕并州地，擴張了後燕土地，基本佔領了中國北方東部全境，關中的後秦亦遣使與後燕結好。不過因為北方北魏崛起及交惡，侵逼後燕附塞諸部，故後燕於次年挾西燕之捷，舉兵攻魏，即參合陂之戰，大大影響接著北方局勢。